# Santiago Rico
Santiago Rico García (Toledo, 1936) was een Spaans componist, muziekpedagoog en slagwerker.
Van deze componist is niet veel bekend. Hij was slagwerker in de Banda Sinfonica Municipal de Madrid en eveneens docent slagwerk aan het Real Conservatorio Superior de Música de Madrid in Madrid. Tot zijn leerlingen behoorde onder anderen Pedro Ciedo Beneyto. Van hem is de paso-doble Juan Tomé voor banda (harmonieorkest) bekend.